# Mastino II. della Scala
Mastino II. della Scala (1308, Verona – 3. června 1351, Verona) byl pán Verony z rodu Scaligerů ze severní Itálie.

## Život
Mastino se narodil jako syn Alboina I. della Scala a Beatrice de Correggio. Po smrti staršího bratra Cangranda se Mastino spolu s dalším starším bratrem Albertem stal vládcem Verony. Brzy však Mastinův nezávislý postoj bratra zastínil. V první části své vlády, když opustil pečlivou politiku rovnováhy, které se držel jeho otec, dobyl Bresciu (1332), Parmu (1335) v Lombardii a Luccu (1335) v Toskánsku.
Rozšíření Mastinovy moci však podnítilo vytvoření ligy všech ostatních místních mocností (Florencie, Siena, Bologna, Perugia a Benátky). V prvním roce války se mu podařilo odolat, ale v roce 1336 se k lize připojili Azzone Visconti z Milána, Estenští z Ferrary, Gonzagové z Mantovy a Papežský stát. Ze všech stran obklopen nepřáteli mohl Mastino požádat o mírovou smlouvu pouze prostřednictvím císaře Ludvíka Bavora. Jeho území byla omezena na Veronu a Vicenzu, zbývající část se rozdělila mezi vítězné nepřátele.
Mastino se pokusil s německými žoldáky, kteří zůstali ve Vicenze po válce, získat země zpět, byl však neúspěšný.
Pán Verony zemřel 3. června 1351. Pohřben byl v gotickém mauzoleu u kostela Santa Maria Antica.

## Manželství a potomci
V roce 1328 se dvacetiletý Mastino oženil s Taddeou da Carrara. Spolu měli manželé pět dětí:
- Verde della Scala
- Cangrande II. della Scala
- Paolo Alboino della Scala
- Cansignorio della Scala
- Beatrice Regina della Scala

Mastino měl dalších pět dětí nemanželských:
- Fregnano della Scala
- Viridis della Scala
- Kateřina della Scala
- Altaluna della Scala
- Veronese della Scala